# Чёкар
Чёкар (швед. Kökarо файле) — община на Аландских островах, Финляндия. Общая площадь территории — 2165,01 км², из которых 2101,46 км² — вода.

## Демография
На 31 января 2011 года в общине Чекар проживают 260 человек: 145 мужчин и 115 женщин.
Финский язык является родным для 9,27 % жителей, шведский — для 90,73 %. Прочие языки являются родными для 0 % жителей общины.
Возрастной состав населения:
- до 14 лет — 13,08 %
- от 15 до 64 лет — 61,54 %
- от 65 лет — 25 %

Изменение численности населения по годам:
| Год  | Численность |
| ---- | ----------- |
| 1980 | 304         |
| 1990 | 296         |
| 2000 | 296         |
| 2010 | 259         |
| 2011 | 260         |